# All I Want for Christmas
All I Want for Christmas (bra: Um Pedido de Natal; prt: Aventura do Natal) é um filme estadunidense de 1991, do gênero comédia romântica, dirigido por Robert Lieberman e estrelado por Lauren Bacall, Thora Birch e Ethan Randall. A trilha sonora é de Bruce Broughton, e a canção-tema, de Stephen Bishop. O filme é classificado G, ou todas as idades, nos EUA.

## Sinopse
"All I Want for Christmas" é uma comédia sobre duas crianças de Nova York que lançam um esquema hilariante para conseguir o que mais desejam. Ethan, um irmão mais velho prático, e adorável Hallie, que sabe como encantar seu caminho para fora de uma situação difícil, têm a intenção de passar o Natal com seus pais, Catherine e Michael, e avó Lillian.
Mãe divorciada das crianças Catherine está prestes a se casar novamente com Tony. Quando Hallie vai visitar o Papai Noel, ela pede um incomum presente, ela quer seus pais juntos novamente.
Como Ethan e Hallie embarcar em sua aventura, quase nada vai exatamente como planejado. Para complicar as coisas tem Tony Boer, que é um homem de negócios bajulador, que tem tido um interesse em Catherine. Ethan, por sua vez, está preocupado não só com o dilema romântico de seus pais, mas também a sua própria e pela sua nova amizade com Stephanie, sua primeira paixão adolescente. O que evolui é um elaborado esquema envolvendo ratos, telefonemas e um caminhão de sorvete, enquanto Ethan e Hallie tentar alcançar seu objetivo com a ajuda de Stephanie. Principal obstáculo da dupla é o noivo de sua mãe, Tony. As crianças finalmente ter sucesso com um pouco de magia de Natal de Papai Noel.

## Elenco principal
- Harley Jane Kozak ...  Catherine O'Fallon
- Jamey Sheridan ...  Michael O'Fallon
- Ethan Randall ...  Ethan O'Fallon
- Thora Birch ...  Hallie O'Fallon
- Kevin Nealon ...  Tony Boer
- Leslie Nielsen ...  Santa
- Andrea Martin ...  Olivia
- Lauren Bacall ...  Lillian Brooks
- Amy Oberer ...  Stephanie
- Renée Taylor ...  Sylvia
- Felicity LaFortune ...  Susan
- Camille Saviola ...  Sonya
- Josh Keaton ... Brad
- Michael Alaimo ...  Frankie

## DVD
O filme foi lançado em DVD em 5 de outubro de 2004.